# Kornel Makuszyński
Kornel Makuszyński (n. 8 ianuarie 1884, Strîi, Galiția, Imperiul Austriac — d. 31 iulie 1953, Zakopane, Polonia) a fost un prozator, poet, jurnalist, critic de teatru, publicist și membru al Academiei Polone de Literatură.

## Biografie
S-a născut pe 8 ianuarie 1884 în Stryj, fiind unicul fiu al lui Edward Makuszyński și al Juliei din Ogonowski. Tatăl său a fost colonel în armata austriacă și funcționar al cancelariei din Brzozowa, lângă Krosno. Kornel Makuszyński a rămas orfan de tată când avea 10 ani. Pentru doi ani, rămâne în Stryj, unde termină prima clasă de gimnaziu, câștigându-și existența din ședințe de meditații. 
După această etapă a vieții sale, Kornel Makuszyński se mută în Przemyśl, unde locuiește la rudele sale și termină cea de-a doua clasă de gimnaziu. Între anii 1898 și 1903 învață la Școala Generală nr. IV „Jan Długosz”, din Lwów. La vârsta de 14 ani, începe să scrie poezii. Primul care i-a recenzat lucrările a fost Leopold Staff, într-o cofetărie de pe strada Skarbowski. Primele sale poezii au fost publicate în Lwów, în ziarul „Cuvântul Polonez”, pe când avea 16 ani. Începând cu anul 1904, devine membru al redacției acestui ziar și critic de teatru.
Studiază filologie polonă și romanică la Universitatea „Jan Kazimierz” din Lwów. De asemenea, călătorește prin Italia, în compania lui Staff, Kasprowicz și Orkan. Între anii 1908 și 1910 își continuă studiile de filologie romanică în Paris, la Sorbona.
În 1910, în Lwów, o întâlnește pe Emilia Bażeńska, studentă la Universitatea din Lwów, care îl invită la Burbiszki, proprietate a fratelui său, Michał Bażeński. La un an după logodnă, în 1910, Emilia și Kornel se căsătoresc în Varșovia.. Cu numeroasele sale rude, rămase în Stryj, Makuszyński nu păstrează contactul. 
Între anii 1913-1914, locuiește la Burbiszki. Îndrăgostit de arhitectura specifică orașului Zakopane, își aduce chiar și o căbănuță din Munții Tatra, pe care o așează în parcul conacului. Încă aflându-se la Burbiszki, începe Primul Război Mondial, în timpul căruia este arestat și trimis în lagărele din Rusia, împreună cu soția sa. În septembrie 1914, soții Makuszyński pleacă spre Kostroma.

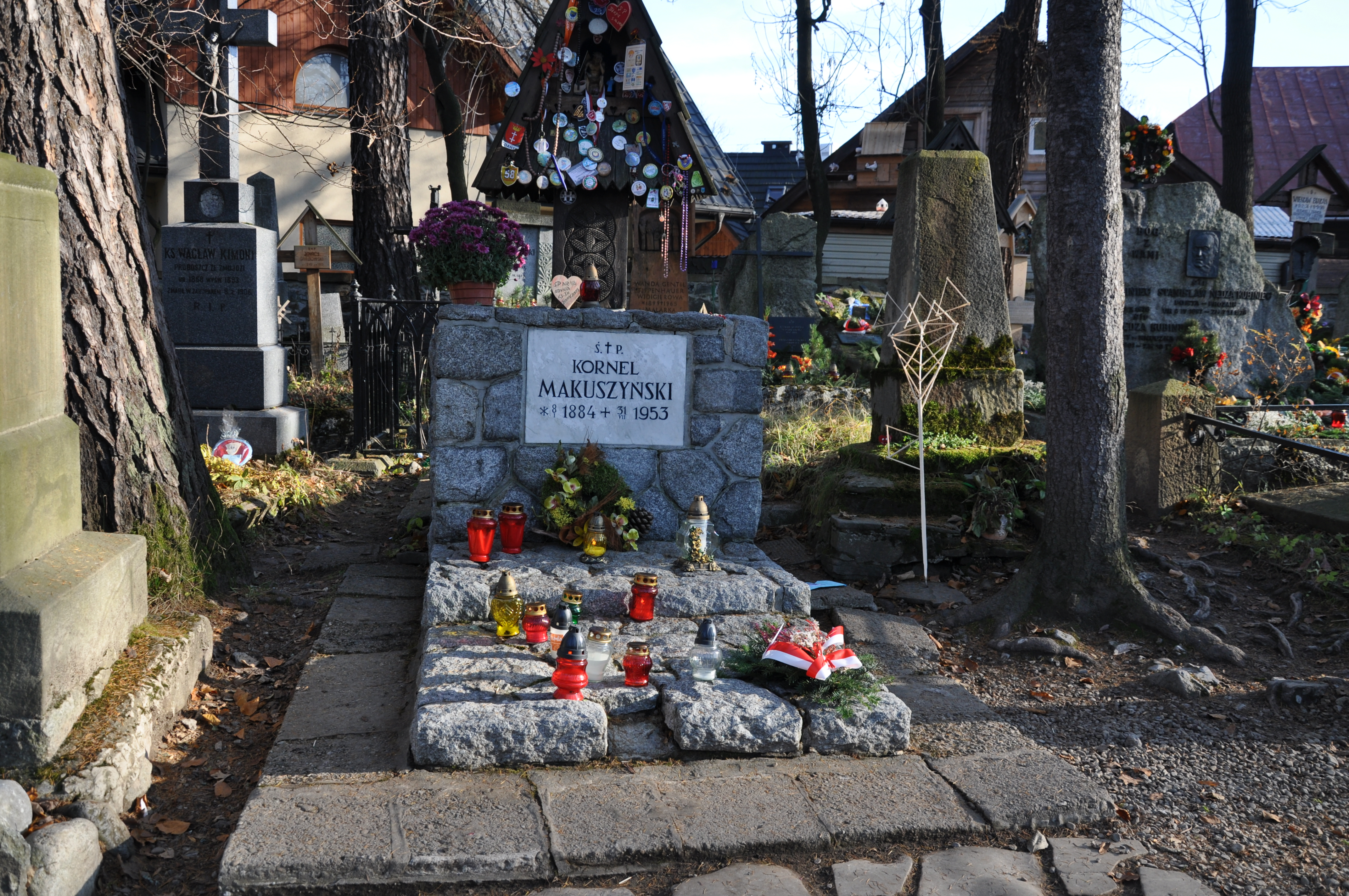
Mormântul lui Kornel Makuszyński

Mulțumită stăruințelor cumnatului lui Kornel Makuszyński, Michał Bażeński, dar și a ajutorului din partea actorilor Stanisława Wysocka și Juliusz Osterwa, soții au fost eliberați în anul 1915, permițându-li-se să locuiască în Kiev, unde scriitorul devine director al Uniunii Scriitorilor și Jurnaliștilor Polonezi, conducând în același timp și Teatrul Polonez.
În anul 1918, soții Makuszyński se întorc în Polonia și locuiesc în Varșovia. Petreceau câteva luni pe an în Zakopane. Între anii 1922-1925, soții Makuszyński locuiesc în Burbiszki, pentru că Emilia avea în apropiere o fermă, care era administrată, iar mai târziu cumpărată, de către fratele său Michał. 
Soția lui Makuszyński, Emilia, moare de tuberculoză în anul 1926. Este înmormântată în Cimitirul Powązki din Varșovia, lângă mormântul lui Władysław Stanisław Reymont, prietenul său.
Pe 30 august 1927, Makuszyński se recăsătorește cu cântăreața de operă Janina Gluzińska, fiică a profesorului universitar Antoni Gluziński. În anul 1929, devine cetățean de onoare al orașului Zakopane. Se implică în articolele de presă ale insurecționiștilor. Supraviețuiește ocupației germane din Varșovia.
A murit în 1953, pe 31 iulie și a fost înmormântat în cimitirul Peksowe Brzysko din Zakopane, oraș în care se găsește și muzeul deschis în memoria sa.

## Creația literară
- Połów Gwiazd pierwsza wydana książka, 1908
- W kalejdoskopie, 1910
- Romantyczne historie, 1910
- Rzeczy wesołe, 1910
- Zabawa w szczęście, 1911
- Szewc Kopytko i kaczor Kwak, 1912
- Awantury arabskie, 1913
- Straszliwe przygody,1914
- Perły i wieprze,1915
- Bardzo dziwne bajki (Bajka o królewnie Marysi, o czarnym łabędziu i o lodowej górze, Szewc Kopytko i kaczor Kwak, O tym jak krawiec *Niteczka został królem, Dzielny Janek i jego pies), 1916
- Po mlecznej drodze, 1917
- Piosenki żołnierskie, 1919
- Słońce w herbie, 1919
- Bezgrzeszne lata, 1925
- O dwóch takich, co ukradli księżyc, 1928
- Listy zebrane, 1929
- Przyjaciel wesołego diabła, 1930
- Panna z mokrą głową, 1932
- Skrzydlaty chłopiec, 1933
- Mały chłopiec, 1933
- Uśmiech Lwowa,1934
- Wyprawa pod psem, 1935
- Wielka brama, 1935
- Złamany miecz,1936
- Nowe bajki tego roku, 1937
- Szatan z siódmej klasy, 1937
- Za króla Piasta Polska wyrasta, 1939
- Kartki z kalendarza,1939
- List z tamtego świata,1946
- Szaleństwa panny Ewy,
- Ballada o św. Jerzym
- Człowiek znaleziony nocą
- Dusze z papieru
- Dziewięć kochanek kawalera Dorna
- Król Azis
- Moje listy
- Narodziny serca
- O duchach, diabłach i kobietach
- Orlice
- Pieśń o Ojczyźnie
- Radosne i smutne
- Romantyczne i dziwne powieści
- Śmieszni ludzie
- Wycinanki
- Ze środy na piątek
- Żywot Pani
- Fatalna szpilka
- Legenda o św. Jerzym
- Liryki
- Listy zakopiańskie
- Listy ze Lwowa
- O tym, jak krawiec Niteczka został królem
- Poezje
- Poezje wybrane
- Smętne ballady
- Śpiewający diabeł
- Wesoły zwierzyniec
- Drugie wakacje Szatana